# Skive IK
Maillots
Dernière mise à jour : 22 janvier 2012.
Skive IK est un club danois de football basé à Skive.

## Historique
- 1901 : fondation du club sous le nom de Skive G&BK
- le club est ensuite renommé Skive IK

## Joueurs emblématiques
- Thomas Dalgaard
- Rasmus Würtz